# Bedotia sp. nov. 'Bemarivo'
Bedotia sp. nov. 'Bemarivo' é uma espécie de peixe da família Bedotiidae.
É endémica de Madagáscar.
Os seus habitats naturais são: rios.
Está ameaçada por perda de habitat.